# Richard Keogh
Richard John Keogh (Harlow, 11 de agosto de 1986) é um futebolista profissional irlandês que atua como defensor, atualmente defende o MK Dons.

## Carreira
Richard Keogh fez parte do elenco da Seleção Irlandesa de Futebol da Eurocopa de 2016.